# Herzeleide di Prussia
Herzeleide Ina Maria Sofia Carlotta Elsa di Prussia (in tedesco Herzeleide-Ina-Marie Sophie Charlotte Else; Bristow, 25 dicembre 1918 – Monaco di Baviera, 22 marzo 1989) era un membro della Casa di Hohenzollern.

## Biografia
Herzeleide era l'unica figlia del principe Oscar di Prussia, figlio dell'imperatore Guglielmo II, e di sua moglie, la contessa Ina Maria di Bassewitz-Levetzow.
Nacque poco dopo la sconfitta dell'impero tedesco e il crollo della monarchia. Di conseguenza ha ricevuto il nome di Herzeleide, che significa "il dolore del cuore". Herzeleide e i suoi fratelli divennero principi di Prussia il 21 giugno 1920, quando il matrimonio morganatico dei loro genitori fu riconosciuto come dinastico dall'imperatore Guglielmo II.
All'inizio del 1938, Herzeleide fu una delle tre damigelle d'onore al matrimonio del futuro re Paolo di Grecia con Federica di Hannover.

## Matrimonio
Sposò, il 15 agosto 1938 a Potsdam, Karl Biron, principe di Curlandia (15 giugno 1907-28 febbraio 1982). Karl era il figlio maggiore ed erede del principe Gustav Biron di Curlandia, discendenti della famiglia Biron che ottenne la sovranità del Ducato di Curlandia e Semigallia. Insieme ai genitori della sposa e dello sposo, erano presenti l'ex principe ereditario tedesco Guglielmo e la consorte dell'imperatore Guglielmo, l'imperatrice Erminia. Tutti gli ospiti di sesso maschile indossavano uniformi dell'ex esercito tedesco. I piani per la luna di miele della coppia includevano una visita a Doorn per rendere omaggio all'imperatore Guglielmo in esilio, il nonno paterno della sposa. Successivamente si stabilirono a Monaco.
Ebbero tre figli:
- Benigna Biron von Courland (nata il 2 luglio 1939), sposò il barone Johannes von Twickel, ebbero due figli;
- Ernst-Johann, principe Biron von Courland (nato il 6 agosto 1940), sposò la contessa Elisabeth Victoria Raimonda zu Ysenburg-Büdingen in Philippseich, ebbero due figlie;
- Michael Biron von Courland (nato il 20 gennaio 1944), sposò Kristin von Oertzen, ebbero tre figlie.

## Ascendenza
|                                                                   |                                         |                                                                 | Genitori                                                    |  |  | Nonni |  |  | Bisnonni                    |  |  | Trisnonni                   |  |
|                                                                   |                                         |                                                                 |                                                             |  |  |       |  |  | 8. Federico III di Germania |  |  | 16. Guglielmo I di Germania |  |
|                                                                   |                                         |                                                                 |                                                             |  |  |       |  |  | 8. Federico III di Germania |  |  | 16. Guglielmo I di Germania |  |
|                                                                   |                                         | 17. Augusta di Sassonia-Weimar-Eisenach                         |                                                             |  |  |       |  |  | 8. Federico III di Germania |  |  |                             |  |
| 4. Guglielmo II di Germania                                       |                                         |                                                                 |                                                             |  |  |       |  |  | 8. Federico III di Germania |  |  |                             |  |
|                                                                   |                                         | 9. Vittoria di Sassonia-Coburgo-Gotha                           | 18. Alberto di Sassonia-Coburgo-Gotha                       |  |  |       |  |  |                             |  |  |                             |  |
|                                                                   |                                         | 9. Vittoria di Sassonia-Coburgo-Gotha                           | 18. Alberto di Sassonia-Coburgo-Gotha                       |  |  |       |  |  |                             |  |  |                             |  |
|                                                                   |                                         | 9. Vittoria di Sassonia-Coburgo-Gotha                           | 19. Vittoria del Regno Unito                                |  |  |       |  |  |                             |  |  |                             |  |
| 2. Oscar di Prussia                                               |                                         | 9. Vittoria di Sassonia-Coburgo-Gotha                           |                                                             |  |  |       |  |  |                             |  |  |                             |  |
|                                                                   |                                         | 10. Federico VIII di Schleswig-Holstein-Sonderburg-Augustenburg | 20. Cristiano di Schleswig-Holstein-Sonderburg-Augustenburg |  |  |       |  |  |                             |  |  |                             |  |
|                                                                   |                                         | 10. Federico VIII di Schleswig-Holstein-Sonderburg-Augustenburg | 20. Cristiano di Schleswig-Holstein-Sonderburg-Augustenburg |  |  |       |  |  |                             |  |  |                             |  |
|                                                                   |                                         | 10. Federico VIII di Schleswig-Holstein-Sonderburg-Augustenburg | 21. Luisa Sofia di Danneskiold-Samsøe                       |  |  |       |  |  |                             |  |  |                             |  |
| 5. Augusta Vittoria di Schleswig-Holstein-Sonderburg-Augustenburg |                                         | 10. Federico VIII di Schleswig-Holstein-Sonderburg-Augustenburg |                                                             |  |  |       |  |  |                             |  |  |                             |  |
|                                                                   |                                         | 11. Adelaide di Hohenlohe-Langenburg                            | 22. Ernesto I di Hohenlohe-Langenburg                       |  |  |       |  |  |                             |  |  |                             |  |
|                                                                   |                                         | 11. Adelaide di Hohenlohe-Langenburg                            | 22. Ernesto I di Hohenlohe-Langenburg                       |  |  |       |  |  |                             |  |  |                             |  |
|                                                                   |                                         | 11. Adelaide di Hohenlohe-Langenburg                            | 23. Feodora di Leiningen                                    |  |  |       |  |  |                             |  |  |                             |  |
| 1. Herzeleide di Prussia                                          |                                         | 11. Adelaide di Hohenlohe-Langenburg                            |                                                             |  |  |       |  |  |                             |  |  |                             |  |
|                                                                   | 12. Carlo Augusto Ludovico di Bassewitz | 24. Adolfo Cristiano di Bassewitz                               |                                                             |  |  |       |  |  |                             |  |  |                             |  |
|                                                                   | 12. Carlo Augusto Ludovico di Bassewitz | 24. Adolfo Cristiano di Bassewitz                               |                                                             |  |  |       |  |  |                             |  |  |                             |  |
|                                                                   | 12. Carlo Augusto Ludovico di Bassewitz | 25. Guglielmina Luisa di Levetzow                               |                                                             |  |  |       |  |  |                             |  |  |                             |  |
| 6. Carlo Enrico di Bassewitz-Levetzow                             | 12. Carlo Augusto Ludovico di Bassewitz |                                                                 |                                                             |  |  |       |  |  |                             |  |  |                             |  |
|                                                                   |                                         | 13. Carolina di Bülow                                           | 26. Gaspare Federico di Bülow                               |  |  |       |  |  |                             |  |  |                             |  |
|                                                                   |                                         | 13. Carolina di Bülow                                           | 26. Gaspare Federico di Bülow                               |  |  |       |  |  |                             |  |  |                             |  |
|                                                                   |                                         | 13. Carolina di Bülow                                           | 27. Enrichetta Lucia Augusta di Jasmund                     |  |  |       |  |  |                             |  |  |                             |  |
| 3. Ina Maria di Bassewitz-Levetzow                                |                                         | 13. Carolina di Bülow                                           |                                                             |  |  |       |  |  |                             |  |  |                             |  |
|                                                                   |                                         | 14. Guarniero Luigi di Schulenburg                              | 28. Guarniero Massimiliano di Schulenburg                   |  |  |       |  |  |                             |  |  |                             |  |
|                                                                   |                                         | 14. Guarniero Luigi di Schulenburg                              | 28. Guarniero Massimiliano di Schulenburg                   |  |  |       |  |  |                             |  |  |                             |  |
|                                                                   |                                         | 14. Guarniero Luigi di Schulenburg                              | 29. Enrichetta di Waldenfels                                |  |  |       |  |  |                             |  |  |                             |  |
| 7. Margherita di Schulenburg                                      |                                         | 14. Guarniero Luigi di Schulenburg                              |                                                             |  |  |       |  |  |                             |  |  |                             |  |
|                                                                   |                                         | 15. Maria Cecilia di Maltzahn                                   | 30. Gustavo di Maltzahn                                     |  |  |       |  |  |                             |  |  |                             |  |
|                                                                   |                                         | 15. Maria Cecilia di Maltzahn                                   | 30. Gustavo di Maltzahn                                     |  |  |       |  |  |                             |  |  |                             |  |
|                                                                   |                                         | 15. Maria Cecilia di Maltzahn                                   | 31. Cecilia di Plessen                                      |  |  |       |  |  |                             |  |  |                             |  |
|                                                                   |                                         | 15. Maria Cecilia di Maltzahn                                   |                                                             |  |  |       |  |  |                             |  |  |                             |  |

## Titoli

### Titoli e stili
- 25 dicembre 1918-21 giugno 1920: Contessa Herzeleide von Ruppin
- 21 giugno 1920-15 agosto 1938: Sua Altezza Reale la Principessa Herzeleide di Prussia
- 15 agosto 1938-1982: Sua Altezza Reale Herzeleide, Principessa Biron von Courland
- 1982-22 marzo 1989: Sua Altezza Reale Herzeleide, Principessa vedova Biron von Courland